# Залий Лог
Залий Лог (словен. Zali Log) — поселення в общині Железнікі, Горенський регіон, Словенія. Висота над рівнем моря: 526,8 м.